# Wollert Konow (1847–1932)
Wollert Konow (H, det vill säga från Hedemarkens amt), född den 24 juli 1847, död den 25 oktober 1932, var en norsk politiker, kusin till Wollert Konow.
Konow, som blev juris kandidat 1872, greps liksom kusinen av folkhögskolerörelsen, men drogs snart över till det praktiska lantbruket. Sedan 1882 ägde han den stora gården Tjerne i Ringsaker; och där skapade han och hans hustru Ida (född Bojsen, dotter till danske prästen F.E. Bojsen) ett representativt hem med förbindelser i de ledande grundtvigianska kretsarna i Danmark och Norge samt inom hemmansägarklassen i Oplandene, vilken kulturellt och politiskt präglas av den från Sæatuns folkhögskola utbredda bildningen. 
Sedan 1886 representerade Konow i stortinget Hedemarkens amt med undantag av valperioden 1891-94, då han som medlem av Steens första ministär (mars 1891-maj 1893) inte blev vald, och november 1900-juni 1903, då han som medlem av Johannes Steen och Otto Blehrs regeringar inte heller var stortingsman. Konow tillhörde under denna tid yttersta vänstern som en av dess mest dugande, men därjämte mest självständiga män. 
Som inrikesminister framlade han i stortinget 1891 den proposition, som utredde frågan om upprättande av ett särskilt konsulatväsen för Norge, och under senare delen av året uppträdde han på ett folkmöte i Skarnæs vid Kongsvinger för behandling av de unionella spörsmålen på den så kallade "Skarnouslinjen", enligt vilket program särskild utrikesstyrelse för Norge kunde genomföras omedelbart och utan grundlagsförändringar. I överensstämmelse med den sålunda uttalade meningen uppträdde han också 1905 (med Johan Castberg) mot godkännande av Karlstadskonventionen. 
Som jordbruksminister utvecklade han på olika områden en av alla erkänd initiativrik och fruktbringande verksamhet. Konow tillhörde en tid framåt vänsterns radikala flygel, men blev, med tilltagande konservatism, alltmer isolerad där, trädde 1913 i opposition mot Gunnar Knudsen, valdes 1918 av landmandsforbundet och representerade i stortinget från 1922 högern och frisinnade vänstern.